# Thomas King (écrivain)
Pour les articles homonymes, voir Thomas King.
Thomas King, né le 24 avril 1943 à Roseville (Californie), est un romancier, essayiste et un animateur de télévision canadien connu pour ses écrits sur les premières nations dont il se veut l'ardent défenseur. Il est de descendance cherokee, grecque et allemande.

## Biographie
Né aux États-Unis, il travaille d'abord comme photojournaliste en Australie avant de s'établir au Canada en 1980. Actuellement professeur d'anglais à l'Université de Guelph, il habite à Guelph en Ontario. Il est le créateur d'une émission de radio appelée The Dead Dog Cafe Comedy Hour, une série sur CBC Radio One.
King est choisi pour animer les conférences Massey de 2003, et il livre une présentation intitulée The Truth About Stories: A Native Narrative. Premier conférencier autochtone, il examine l'expérience autochtone dans la littérature orale et écrite, l'histoire, la religion et la politique, la culture populaire et la protestation sociale dans le but de donner un sens à la relation qu'entretient la société nord-américaine avec ses peuples autochtones.
Également romancier, il remporte le prix du Gouverneur général 2014 pour son roman The Back of the Turtle, traduit en français sous le titre La Femme tombée du ciel.

## Œuvres
- 1987 : The Native in Literature
- 1988 : An Anthology of Short Fiction by Native Writers in Canada
- 1989 : Medicine River
- 1990 : All My Relations
- 1992  : A Coyote Columbus Story
- 1993 : Green Grass, Running Water - publié en français sous le titre L'herbe verte, l'eau vive, Albin Michel (2005)
- 1993 : One Good Story, That One
- 1998 : Coyotes Sing to the Moon
- 1999 : Truth and Bright Water
- 2002 : Dreadful Water Shows Up - publié en français sous le titre Un indien qui dérange, Liana Levi (2021)
- 2003 : The Truth About Stories
- 2005 : A Short History of Indians in Canada: Stories
- 2006 : The Red Power Murders: A DreadfulWater Mystery - publié en français sous le titre Les Meurtres du Red Power, Les Éditions Alire (2021), réédition sous le titre Red Power, Liana Lévi (2022)
- 2012 : The Inconvenient Indian: a curious account of Native People in North America - publié en français sous le titre L’Indien malcommode : un portrait inattendu des Autochtones d’Amérique du Nord, Les Éditions du Boréal (2014)
- 2014 : The Back of the Turtle - publié en français sous le titre La femme tombée du ciel, Philippe Rey (2017)
- 2018 : Cold Skies
- 2019 : A Matter of Malice
- 2020 : Obsidian
- 2020 : Insurrection
- 2020 : Indians on Vacation

## Honneurs
- Nomination au Prix du Gouverneur général en 1992 et 1993
- Membre de l'Ordre du Canada, 2004
- Lauréat du Prix littéraires du Gouverneur général 2014 pour son roman The Back of the Turtle (La femme tombée du ciel, Mémoire d'encrier, 2016)